# New Schaefferstown, Pennsylvania
New Schaefferstown, Pennsylvania (енгл. New Schaefferstown) насељено је место без административног статуса у америчкој савезној држави Пенсилванија.

## Демографија
По попису из 2010. године број становника је 223.
| Група             | 2000.    | 2010.       |
| Белци             | 0 (0,0%) | 211 (94,6%) |
| Афроамериканци    | 0 (0,0%) | 4 (1,8%)    |
| Азијати           | 0 (0,0%) | 0 (0,0%)    |
| Хиспаноамериканци | 0 (0,0%) | 7 (3,1%)    |
| Укупно            | 0        | 223         |